# Nick Jonas
Nick Jonas (teljes nevén: Nicholas Jerry Jonas) (Dallas, Texas, 1992. szeptember 16. –) amerikai énekes, színész.
A Jonas Brothers tagja. Legismertebb szerepe Nick Lucas a Jonas című sorozatban. Továbbá szerepelt a Jumanji – Vár a dzsungel és a Jumanji – A következő szint című filmekben.

## Élete és pályafutása
Dallasban született. Édesanyja Denise Jonas, édesapja Paul Kevin Jonas. Testvérei:  Franklin Nathaniel Jonas, Joseph Adam Jonas és Paul Kevin Jonas II. 7 évesen fedezték fel egy fodrászatban. Miközben anyja haját csinálták, Nick Pán Péter dalokat énekelt és egy menedzser elküldte egy stúdióhoz. Szerepelt a Broadwayen is több darabban pl. A Szépség és a Szörnyeteg vagy a Nyomorultak stb.
Joe és Kevin először Nick háttér vokalistái voltak, később őket felfedezték hogy ők is ugyanolyan tehetségesek mint Nick, így megalapították a közös bandájukat Jonas Brothers néven, és leszerződtek a Columbia Recordshoz, ahol 2006-ban kiadták első albumukat az 'It's About Time-ot. Később ott hagyták a Columbia Records-ot, mert csak 30000 darab kelt el albumukból. Ezek után átmentek a Hollywood Records-hoz, ahol Jonas Brothers néven váltak ismertté és kiadták, második albumukat 2007-ben Jonas Brothers néven. Feltűntek a Hannah Montana egyik részében, és voltak a Hannah Montana Best of Both World turnén is, és fel is léptek. A When You Look Me In The Eyes turnéjukból, csináltak egy kis valóságshow – t ami Living The Dream néven a Jetixen is látható. 2008-ban pedig kiadták harmadik albumukat A Little Bit Longer néven. Szerepeltek a Rocktábor című filmben. A Burnin' Up turnéjukból pedig a 2009-ben megjelenő 3D-s mozi a Jonas Brothers 3D Concert Experiece lett. 2009-ben jelent meg új sorozatuk a Jonas. Szerepelt a Rocktábor 2. – A záróbuli című filmben. Utána megjelent a Lines, Vines and Trying Times című negyedik albumuk. Ezután Nick úgy döntött szólókarrierbe kezd és felveszi Who I am című albumát. 2010-ben leforgatták a Jonasék Los Angelesbent. A Jonas Brothers az ötödik lemezüket tervezték. 2013. október 29-én végleg feloszlott a banda. Szerepelt a Hawaii Five-0 című sorozatban.
2014-ben elkezdett dolgozni a második szólóalbumán. Szerepelt a Kingdom című sorozatban. 2014. november 10-én kiadta a második albumát Nick Jonas címmel. 2015. július 10-én megjelent harmadik albuma, a Last Year Was Complicated.
2018-ban szinkronizált az Undipofik című filmben. 2019-ben újra összeállt a Jonas Brothers. Az ötödik albumuk, a Happiness Begins 2019. június 7-én jelent meg. A The Voice 20. évadjának egyik mentora volt. Szerepelt a Midway című filmben. 2021-ben megjelent negyedik szólóalbuma, a Spaceman.

## Magánélete
Tizenhárom éves korában I. típusú cukorbetegséget diagnosztizálták nála.
2006 és 2007 között Miley Cyrus énekesnővel járt.  2008-ban kapcsolata volt Selena Gomezzel. 2011 és 2012 között Delta Goodrem énekesnővel járt. 2013 és 2015 között Olivia Culpo divatguruval volt együtt. 2018-ban ismerkedett meg Priyanka Chopra indiai színésznővel. 2018 augusztusában jegyezte el. 2018 decemberében volt az esküvőjük.
2021. május 15-én balesetet szenvedett kerékpározás közben és elrepedt a bordája.

## Filmográfia

### Film
| Év   | Magyar cím                                                  | Eredeti cím                                                 | Szerep                          | Magyar hang     |
| ---- | ----------------------------------------------------------- | ----------------------------------------------------------- | ------------------------------- | --------------- |
| 2008 | Hannah Montana – Miley Cyrus: Mindenből a legjobbat koncert | Hannah Montana and Miley Cyrus: Best of Both Worlds Concert | önmaga                          |                 |
| 2008 | Rocktábor                                                   | Camp Rock                                                   | Nate Gray                       | Ungvári Gergely |
| 2008 |                                                             | Jonas Brothers: Band in a Bus                               | önmaga                          |                 |
| 2009 | Jonas Brothers: A 3D koncertélmény!                         | Jonas Brothers: The 3D Concert Experience                   | önmaga                          |                 |
| 2009 | Éjszaka a múzeumban 2.                                      | Night at the Museum: Battle of the Smithsonian              | Cherub (hangja)                 | eredeti hangon  |
| 2010 | Rocktábor 2. – A záróbuli                                   | Camp Rock 2: The Final Jam                                  | Nate Gray                       |                 |
| 2010 | A nyomorultak – 25. évfordulós díszelőadás                  | Les Misérables: 25th Anniversary Concert                    | Marius Pontmercy                |                 |
| 2015 | Vigyázz, mit kívánsz!                                       | Careful What You Wish For                                   | Doug Martin                     | Baráth István   |
| 2015 |                                                             | Taylor Swift: The 1989 World Tour Live                      | önmaga                          |                 |
| 2016 | Beavatás                                                    | Goat                                                        | Brett Land                      | Czető Roland    |
| 2017 |                                                             | Demi Lovato: Simply Complicated                             | önmaga                          |                 |
| 2017 | Jumanji – Vár a dzsungel                                    | Jumanji: Welcome to the Jungle                              | Jefferson 'Hidroplán' McDonough | Miller Dávid    |
| 2019 | Undipofik                                                   | UglyDolls                                                   | Lou (hangja)                    | Miller Dávid    |
| 2019 | Midway                                                      | Midway                                                      | Bruno Gaido                     |                 |
| 2019 | Jumanji – A következő szint                                 | Jumanji: The Next Level                                     | Jefferson 'Hidroplán' McDonough |                 |
| 2019 |                                                             | Jonas Brothers: Chasing Happiness                           | önmaga                          |                 |
| 2020 |                                                             | Happiness Continues: A Jonas Brothers Concert Film          | önmaga                          |                 |
| 2021 | A fejedbe látok                                             | Chaos Walking                                               | Davy Prentiss Jr.               | Czető Roland    |
| 2023 | Ráadásszerelem                                              | Love Again                                                  | Joel                            |                 |
| 2023 |                                                             | The Good Half                                               | Renn Wheeland                   |                 |
| 2025 | Szeretettel meghívjuk                                       | You're Cordially Invited                                    | Luther atya                     | Ács Balázs      |

### Televízió
| Év        | Magyar cím                              | Eredeti cím                      | Szerep        | Megjegyzések                                      |
| --------- | --------------------------------------- | -------------------------------- | ------------- | ------------------------------------------------- |
| 2007      | Hannah Montana                          | Hannah Montana                   | önmaga        | 1 epizód                                          |
| 2008      |                                         | Studio DC: Almost Live           | önmaga        | 1 epizód                                          |
| 2008      |                                         | Disney Channel Games             | önmaga        | 5 epizód                                          |
| 2008–2010 |                                         | Jonas Brothers: Living the Dream | önmaga        | főszereplő                                        |
| 2008–2010 | A nagy házalakítás                      | Extreme Makeover: Home Edition   | önmaga        | 2 epizód                                          |
| 2009      | Jonas                                   | Jonas                            | önmaga        | - főszereplő - magyar hangja: - Ungvári Gergely   |
| 2009–2021 | Saturday Night Live                     | Saturday Night Live              | önmaga        | 5 epizód                                          |
| 2010      | Jonasék Los Angelesben                  | Jonas L.A                        | Joe Lucas     | - főszereplő - magyar hangja: - Ungvári Gergely   |
| 2010      | Zsírégetők                              | The Biggest Loser                | önmaga        | 1 epizód                                          |
| 2010      |                                         | I Get That a Lot                 | önmaga        | 1 epizód                                          |
| 2010      |                                         | Live! with Regis and Kelly       | önmaga        | műsorvezető                                       |
| 2010      |                                         | Minute to Win It                 | önmaga        | versenyző                                         |
| 2011      |                                         | Mr. Sunshine                     | Eli White     | 1 epizód                                          |
| 2011      |                                         | Last Man Standing                | Ryan Vogelson | 1 epizód                                          |
| 2012      | Kasszasiker                             | Smash                            | Lyle West     | 2 epizód                                          |
| 2012      |                                         | Submissions Only                 | Lonely Dancer | 1 epizód                                          |
| 2012      |                                         | The X Factor                     | önmaga        | - vendég mentor - magyar hangja: - Szalay Csongor |
| 2012      |                                         | Opening Act                      | önmaga        | vendég                                            |
| 2012–2013 |                                         | Married to Jonas                 | önmaga        | mellékszereplő                                    |
| 2013      |                                         | Miss USA 2013                    | önmaga        | műsorvezető                                       |
| 2013–2015 | Hawaii Five-0                           | Hawaii Five-0                    | Ian Wright    | 3 epizód                                          |
| 2014–2017 | Kingdom                                 | Kingdom                          | Nate Kulina   | főszereplő                                        |
| 2015      | Scream Queens – Gyilkos történet        | Scream Queens                    | Boone Clemens | 5 epizód                                          |
| 2015      | 2015-ös Nickelodeon Kids’ Choice Awards | 2015 Kids' Choice Awards         | önmaga        | műsorvezető                                       |
| 2015–2021 |                                         | The Voice                        | önmaga        | zsűritag                                          |
| 2016      |                                         | CMT Crossroads                   | önmaga        | vendég                                            |
| 2016      | Bear Grylls: Sztárok a vadonban         | Running Wild with Bear Grylls    | önmaga        | 1 epizód                                          |
| 2016      |                                         | Maya & Marty                     | önmaga        | 1 epizód                                          |
| 2016–2019 |                                         | Carpool Karaoke                  | önmaga        | 2 epizód                                          |
| 2019      |                                         | Songland                         | önmaga        | 1 epizód                                          |
| 2020      | Dash és Lily                            | Dash & Lily                      | önmaga        | 1 epizód                                          |
| 2021      | Hívások                                 | Calls                            | Sam           | 1 epizód                                          |
| 2021      |                                         | 2021 Billboard Music Awards      | önmaga        | műsorvezető                                       |
| 2021      |                                         | My Life                          | önmaga        | vendég                                            |